# Mölnemyr
Mölnemyr är ett naturreservat i Fleringe och Rute socknar i Region Gotland på Gotland.
Området är naturskyddat sedan 2013 och är 672 hektar stort. Reservatet består av våtmarker, alvarmarker och gammal barrskog. 